# البديع (ردمان)

تعديل مصدري - تعديل

البديع هي إحدى قرى عزلة ال عامر حوران بمديرية ردمان التابعة لمحافظة البيضاء، بلغ تعداد سكانها 105 نسمة حسب تعداد اليمن لعام 2004.